# USS Oliver Hazard Perry (FFG-7)
USS Oliver Hazard Perry (FFG-7) – amerykańska fregata rakietowa, okręt prototypowy serii typu Oliver Hazard Perry. Okręt nazwano imieniem bohatera bitwy o jezioro Erie w 1813 Olivera Hazard Perry.

## Historia
Stępkę pod budowę okrętu położono w stoczni Bath Iron Works w Bath stan Maine 12 czerwca 1975. Wodowanie miało miejsce 25 września 1976, a oddanie do służby 17 grudnia 1977. Okręt został zamówiony pod oznaczeniem PFG-109 jednak jeszcze przed położeniem stępki zmieniono je na FFG-7. „Oliver Hazard Perry” jako pierwsza jednostka z serii został poddany wszechstronnym testom na morzu które przewidywały m.in. detonację w pobliżu okrętu ładunków wybuchowych. W 1994 okręt wziął udział w manewrach BALTOPS, a następnie prowadził akcję promowania służby wojskowej w rejonie Wielkich Jezior. Okręt został wycofany ze służby 20 lutego 1997. Został złomowany w grudniu 2005 w Filadelfii.